# Bajkiwci
Bajkiwci (ukr. Байківці) – wieś na Ukrainie, w obwodzie wołyńskim, w rejonie kowelskim. W 2001 roku liczyła 321 mieszkańców.